# Relations entre l'Inde et la république démocratique du Congo
Les relations entre l'Inde et la république démocratique du Congo sont les relations bilatérales de la république de l'Inde et de la république démocratique du Congo (RDC).

## Histoire
L'Inde a ouvert son ambassade à Kinshasa en 1962, l'un des premiers pays à avoir établi une mission diplomatique dans le pays. Le président de la RDC, Joseph Kabila Kabange, s'est rendu en Inde pour participer au premier sommet du Forum Inde-Afrique les 8 et 9 avril 2008. Il a également tenu une réunion bilatérale avec le Premier ministre Manmohan Singh,.

## Relations économiques
Le commerce bilatéral entre la RDC et l'Inde s'est élevé à 415,39 millions de dollars US en 2015-16. Les principaux produits de base importés par l'Inde en provenance de la RDC sont le combustible minéral, les huiles minérales, le cuivre, les perles naturelles ou de culture, les pierres précieuses ou semi-précieuses, les graines oléagineuses et l'oléa, et les céréales diverses. Les principaux produits de base que l'Inde exporte vers la RDC sont les produits pharmaceutiques, les véhicules, les machines et équipements électriques, les réacteurs et chaudières et les produits sidérurgiques.
Le gouvernement indien a proposé d'aider le Congo à développer son industrie minière.

## Casques bleus indiens
Les troupes Gurkha indiennes ont servi dans le cadre de la mission de maintien de la paix de l'ONU en RDC (MONUSCO) en 1960-62, visant à réprimer une rébellion dans la province du Katanga. En décembre 2016, environ 4 500 soldats, observateurs militaires et policiers indiens sont déployés dans le pays dans le cadre de la MONUSCO.

## Aide indienne
Les citoyens de la RDC peuvent bénéficier de bourses d'études dans le cadre du programme indien de coopération technique et économique et du Conseil indien des relations culturelles,.

## Indiens en RDC
La RDC possède la plus grande communauté indienne de toutes les nations d'Afrique centrale. En décembre 2016, on estime à 9 000 le nombre de citoyens indiens et de personnes d'origine indienne (POI) résidant en RDC. La plupart des POI en RDC possèdent la citoyenneté britannique, canadienne, kenyane et tanzanienne. La communauté indienne est principalement employée dans le secteur des services, ainsi que dans les affaires, le commerce et la fabrication. Les émigrants indiens en RDC viennent principalement de l'État du Gujarat, avec le Kerala, et d'autres États du sud de l'Inde qui constituent également une population importante. Un petit nombre d'Indiens de la RDC sont originaires de l'Inde du Nord. La plus grande communauté indienne de la RDC est la communauté ismaïlienne, estimée à environ 2 000 personnes. Le Congo Hindu Mandal, une organisation communautaire indienne, a construit un temple hindou à Kinshasa,,.